# Li Yiming
Li Yiming (chiń. upr. 李一鸣; pinyin Lǐ Yīmíng; ur. 6 czerwca 1998) – chiński zapaśnik walczący w stylu klasycznym. Zajął 29. miejsce na mistrzostwach świata w 2023. Srebrny medalista igrzysk azjatyckich w 2022. Piąty na mistrzostwach Azji w 2023 roku.
Absolwent Wuhan Sports University.